# برنارد دان
برنارد دان (بالإنجليزية: Bernard Dunne)‏ مواليد 6 فبراير 1980 في دبلن، جزيرة أيرلندا، هو ملاكم أيرلندي يصنف ضمن فئة وزن الديك. حقق بطولة رابطة الملاكمة العالمية.

## إحصائيات
خاض خلال مسيرته 30 نزالا، فاز في 28 ولم يتعادل وخسر في 2. فاز بالضربة القاضية في 15 نزالا.

## روابط خارجية
- برنارد دان على موقع بوكس ريك (الإنجليزية) (registration required)